# أرلينغتون (إلينوي)
أرلينغتون (بالإنجليزية: Arlington)‏ هي قرية تقع في الولايات المتحدة في إلينوي. يقدر عدد سكانها بـ 193 نسمة .

## الموقع الجغرافي
الموقع الجغرافي للمناطق المحيطة بهذه النقطة هو كالتالي: